# Rex Easton
Rexford Glen "Rex" Easton (12 december 1913 - 21 december 1974) was een Amerikaans autocoureur. Hij schreef zich tweemaal in voor de Indianapolis 500, in 1958 en 1959, maar beide keren wist hij zich niet te kwalificeren.
Zijn forse postuur met hoge stem leverde hem al snel de bijnaam "piepende" op.